# Благовіщення (монета)
«Благові́щення» — пам'ятна монета номіналом 5 гривень, випущена Національним банком України, присвячена одному із значних свят православ'я — Благовіщенню, яке відзначається 7 квітня.
Монету введено в обіг 31 березня 2008 року. Вона належить до серії «Обрядові свята України».

## Опис монети та характеристики
| Номінал грн. | Метал      | Маса, г | Діаметр, мм | Якість виготовлення       | Гурт     | Тираж, штук |
| ------------ | ---------- | ------- | ----------- | ------------------------- | -------- | ----------- |
| 5            | нейзильбер | 16,54   | 35,0        | спеціальний анциркулейтед | рифлений | 45 000      |

### Аверс
На аверсі монети угорі зображено малий Державний Герб України та напис півколом — «НАЦІОНАЛЬНИЙ БАНК УКРАЇНИ», у центрі — стилізований оклад Євангелія, ліворуч і праворуч від якого — лілеї, що асоціюються з Дівою Марією, та розміщено написи: «5 ГРИВЕНЬ»; рік карбування монети — «2008» (унизу) та логотип Монетного двору Національного банку України.

### Реверс

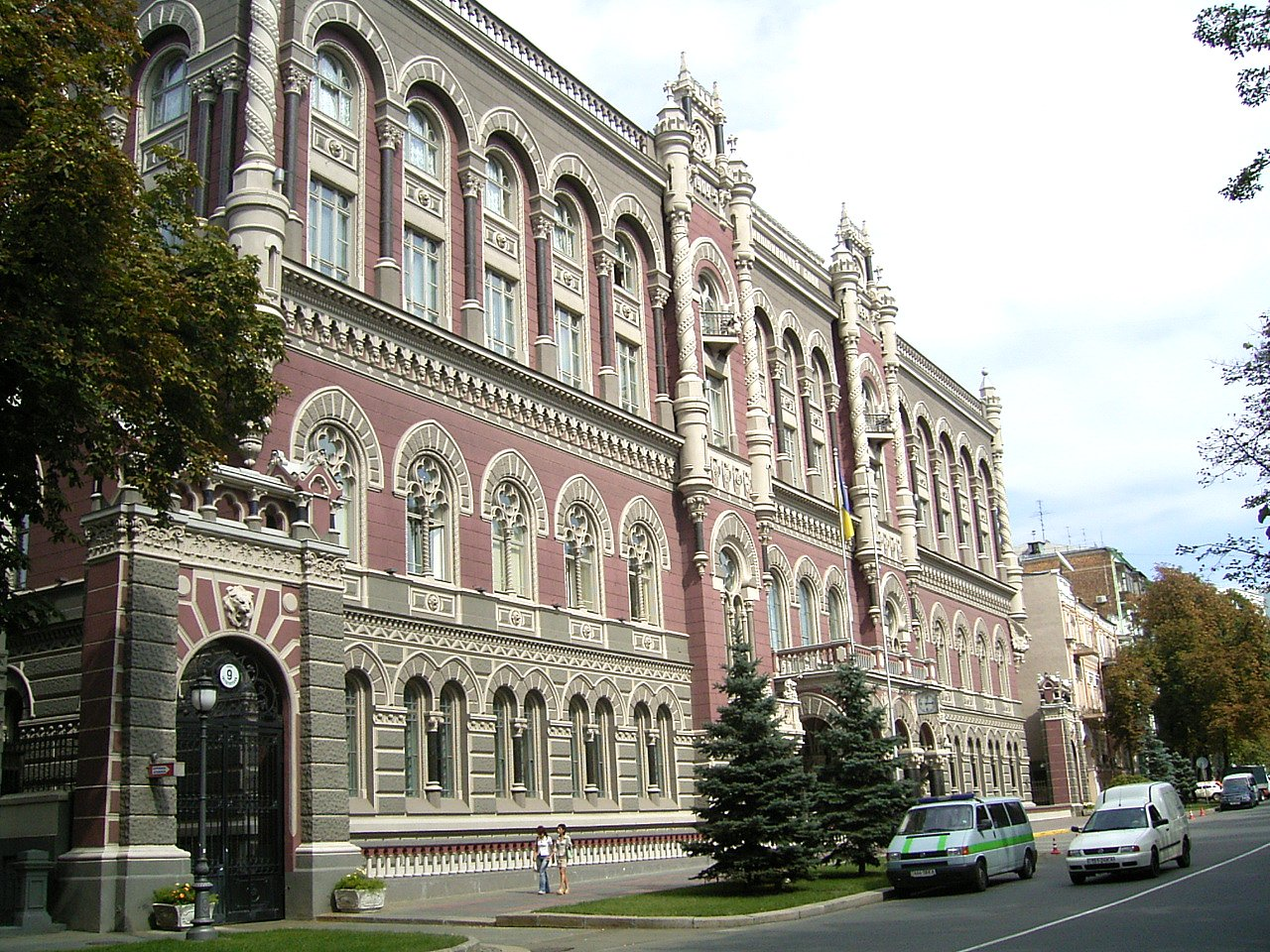
Будівля Національного банку України

На реверсі монети зображено багатофігурну композицію — перший весняний хоровід, угорі — сцена Благовіщення та півколом праворуч розміщено напис: «БЛАГОВІЩЕННЯ».

## Автори
- Художник — Кочубей Микола.
- Скульптори: Іваненко Святослав, Дем'яненко Анатолій.

## Вартість монети
Ціна монети — 20 гривень була вказана на сайті Національного банку України в 2012 році.
Фактична приблизна вартість монети з роками змінювалася так:
| Рік        | 2010 | 2011 | 2012 | 2013 | 2014 | 2015 | 2016 | 2017 | 2018 | 2019 | 2020 | 2021 | 2022 | 2023 | 2024 | 2025 |
| ---------- | ---- | ---- | ---- | ---- | ---- | ---- | ---- | ---- | ---- | ---- | ---- | ---- | ---- | ---- | ---- | ---- |
| Ціна, грн. | 25   | 30   | 35   | 40   | 49   | 63   | 95   | 100  | 105  | 110  | 110  | 140  | 150  | 290  | 360  | 380  |